# Ange-Marie-Léon Chauvin
Ange-Marie-Léon Chauvin, francoski general, * 1876, † 1940.